# بیورگ ایوا ینسن
بیورگ ایوا ینسن (انگلیسی: Bjørg Eva Jensen؛ زادهٔ ۱۵ فوریهٔ ۱۹۶۰) اسکیت‌باز سرعت و دوچرخه‌سوار اهل نروژ بود.